# Fundamentele meetkundige entiteiten
De fundamentele meetkundige entiteiten zijn de entiteiten in de meetkunde waarvoor geen duidelijk afgebakende definitie bestaat. Niettemin kunnen ze duidelijk worden gekarakteriseerd aan de hand van kenmerken, voorbeelden e.d.:
Een punt is iets dat geen deel heeft— Euclides, Elementen van Euclides, boek 1
In de klassieke meetkunde werden de punt, de lijn en het vlak als de fundamentele geometrische concepten beschouwd. In de moderne wiskunde worden ze daarentegen volgens de stellingen van Tarski gerelativeerd.